# Corbera (Rosselló)
|  | Per a altres significats, vegeu «Corbera (desambiguació)». |

Corbera, anomenada també Corbera de Rosselló (en francès Corbère) és un vilatge, cap de la comuna del mateix nom, de 721 habitants, de la comarca del Rosselló, a la Catalunya del Nord. La Cabana de Corbera, abans un barri d'aquesta comuna, se'n va independitzar el 1986.

## Toponímia
El nom de Corbera és un dels nombrosos topònims que tenen el seu origen en un animal. Concretament, de corbaria (lloc o niu de corbs), com defineix Joan Coromines en el seu Onomasticon Cataloniae.

## Geografia

Situació de la comuna de Corbera en el Rosselló

| Illa                  |  | Millars           |
| Sant Miquel de Llotes |  | Corbera la Cabana |
| Queixàs               |  | Cameles           |

### Localització
El terme de Corbera, de 72.500 hectàrees d'extensió, és situat a la comarca del Riberal de la Tet, al nord-est de la dels Aspres, a prop de l'extrem de ponent de la comarca del Rosselló.
El terme comunal de Corbera s'estén a la dreta de la Tet, però no a la vora, ja que l'en separen els pobles i termes d'Illa, Nefiac i Millars. És al límit del Riberal amb els Aspres, amb el poble de Corbera situat just en el punt de trobada d'aquestes dues subcomarques: al nord del poble, el Riberal, i al sud, els Aspres. El sector meridional del terme comunal, plenament dins dels Aspres, assoleix una mica més dels 500 metres d'altitud al Serrat d'en Jac i al voltant dels 450 a la Calcina, al límit amb Queixàs i Cameles.
Al nord-est, el terme de Corbera està delimitat pel Rec de Perpinyà, fins al lloc on es troben, a 126 m alt, els termes de Corbera, Illa i Millars, però la resta de termenals són arbitraris: no segueixen cap accident geogràfic, sinó els termes de les possessions agrícoles i, de retruc, senyorials. El límit oriental està marcat per camins rurals, passant pel triterme entre Corbera, Millars i Corbera la Cabana, a 133,4 m alt, fins que troba la carretera D46. Aleshores segueix un tram aquesta carretera, la Ruta de Millars, fins que arriba al giratori situat just al nord-est del poble de Corbera la Cabana. En aquell lloc, segueix un breu tram del Rec de Tuïr i aviat torna a seguir una línia arbitrària separant propietats. Segueix un petit tram de la carretera D615, arriba a un altre giratori, i envolta pel costat de ponent les modernes urbanitzacions de Corbera la Cabana, fins que arriba al camí que envolta pel nord i l'est la partida d'Escolta-si-plou fins que troba la Ribera de Sant Julià. La segueix fins al nord-oest del Roc de Carrasquet, al qual s'enfila, cap al sud-est, i continua en aquesta direcció fins al Serrat del Poll, on, a 290,1 m alt, troba el termenal entre Corbera, Corbera la Cabana i Cameles. Aquest tram pertany ja a la zona muntanyosa del terme, i el termenal segueix, aproximadament, carenes entre 350 i 420 m alt, fins que arriba a l'extrem sud-est del terme de Corbera, en el Serrat d'en Ferrer, a 449,5 m alt; aleshores, gira cap a ponent, formant un arc, per una carena secundària, i aviat arriba a l'extrem meridional de la comuna, a 266,5 m alt, a la llera del Còrrec del Mas d'en Marçal, on es troben les comunes de Corbera, Cameles i Queixàs.
Tot seguit, el termenal segueix cap al nord per aquest còrrec, fins que arriba a la Ribera de Santa Coloma; aleshores s'enfila cap al nord-oest cap al Roc Blanc, a 458,3 m alt, i, encara cap al nord-oest, fins al Serrat d'en Jac, a 536,4 m alt, on es troben els termes de Corbera, Queixàs i Sant Miquel de Llotes, punt que representa el punt més elevat de la comuna de Corbera. Des d'aquest indret, el termenal va davallant per una carena cap al nord-oest, fins a un nou triterme, ara entre Corbera, Sant Miquel de Llotes i Illa, a 463,5 m alt, des d'on continua un tram cap al nord-est i després cap al nord, fins que arriba al Riberal, a 200 m alt. La resta del termenal, cap al nord, torna a ser arbitrari, fins que, ja al nord-oest del terme, arriba al Rec de Tuïr, que segueix un tram fins que gira al nord-est i va a trobar el Rec de Perpinyà al punt on ha començat aquesta descripció.

### Hidrografia
La part plana del terme, al Riberal, té diversos canals d'irrigació, com ara l'Agulla del Camí de les Feixes, la de l'Empedrallada, la del Goter, la del Pou de l'Ocell, el Sauzeret, o Agulla del Sauzeret, l'Agulla de l'Ull del Poll, el Rec de Corbera, el de Perpinyà, el de Tuïr, l'Ull de l'Agulla del Pou de l'Ocell, l'Ull de l'Empedrallada, l'Ull del Goter, l'Ull del Poll i l'Ull del Sauzeret.
La part muntanyosa del terme de Corbera, als Aspres, s'articula en dues valls: la del Còrrec, a occident, que s'aboca en el Rec de Corbera, i la Ribera de Sant Julià, que se'n va cap al terme veí de Corbera la Cabana i es transforma en la Comalada, i aflueix en la Tet a Sant Feliu d'Amunt. La primera, la del Còrrec de la Coma, reuneix les aportacions dels còrrecs de l'Ajoc, de la Conillera i del Còrrec, anomenat així, sense complement. La segona, la de la Ribera de Sant Julià, rep els còrrecs de la Coma Sanyer, d'en Dodou, del Roc d'en Coll, del Serrat d'en Jacques, de la Canalassa, del Mas d'en Marçal, dels Argentissos, de la Talladassa, d'en Tillana (abans, d'en Bullana), de Cantallops, i d'en Xapitena. Just al termenal amb Sant Miquel de Llotes rep, a més, l'aportació de la Ribera de Santa Coloma. La Ribera de Sant Julià té un gorg destacat, al sud-oest de Sant Julià de Vallventosa: el Gorg d'en Trillà. Just cap al nord del poble, des d'ell mateix, surt el Còrrec d'en Just, que aflueix en el Rec de Corbera.
Corbera compta amb algunes fonts importants, i altres provisions destacades d'aigua: la Font, o Font d'Avall, la Font d'Amunt, la Font de Ganta, la Font de la Coma, la Font de la Galiana, la Font de l'Amor, la Font de la Plaça, la Font de l'Aram, la Font dels Morros, la Potence, o l'Abeurador, el Pou Nou, i dues cisternes: el Projet Nou i el Projet Vell.

### Orografia
Alguns dels topònims de Corbera indiquen formes de relleu, com comes: la Coma i la Coma Sanyer o Sanyers; muntanyes: Puig Albell; serres i serrats: Serrat de Cantallop, Serrat de la Conillera, Serrat d'en Ferrer, Serrat d'en Jacques, Serrat d'en Poll, Serrat de Sant Maurici i Serrat d'en Xapitena.

## Història
Corbera està documentada des del 953; en aquella segona meitat del segle x, estan registrades diverses donacions de possessors d'alous a Corbera destinades a l'abat de Sant Miquel de Cuixà. El 1131 el cavaller Bernat Adalbert de Corbera, que es declara vassall del vescomte Gausbert II de Castellnou, feu jurament de fidelitat al comte de Rosselló Gausfred III. Guillem de Corbera succeïa l'anteriorment esmentat, i la família de Corbera es troba com a senyors del lloc fins al 1355, quan Margarida de Corbera, casada amb Pere de Perapertusa, fa passar aquest senyoriu a la casa dels Perapertusa. El 1420, Margarida de Sagarriga i de Perapertusa aporta el senyoriu de Corbera com a dot en el seu casament amb Bernat d'Oms.
Al llarg de l'Edat Moderna, són successivament senyors de Corbera els d'Oms, els quals la transmeten als Llupià pel casament de Maria d'Oms amb Lluís de Llupià, a finals del segle xvi. Lluís XIV confiscà la senyoria a Francesc de Sacirera de Llupià per a vendre-la a Josep de Vilanova-Caramany, mort el 1672. Al segle xviii, també per matrimoni, aquesta senyoria passava als Boisambert, fins que el darrer dels seus descendents, Josep de Vilar, marit de Josepa d'Oms, fou el darrer senyor de Corbera en morir la vigília de la Revolució Francesa.

## Demografia
La població està expressada en nombre de focs (f) o d'habitants (h)
| 23 f | 13 f | 12 f | 18 f | 19 f | 154 f | 184 f | 182 f | 350 h | 902 h | 182 f | 200 f | 708 h |

Font: Pélissier 1986

### Demografia contemporània
| Evolució de la població |      |       |       |       |       |       |       |       |
| 1793                    | 1800 | 1806  | 1821  | 1831  | 1836  | 1841  | 1846  | 1851  |
| 843                     | 979  | 1.133 | 1.231 | 1.361 | 1.434 | 1.545 | 1.518 | 1.481 |

| 1856 | 1861 | 1866 | 1872 | 1876 | 1881 | 1886 | 1891 | 1896 |
| ---- | ---- | ---- | ---- | ---- | ---- | ---- | ---- | ---- |
| 997  | 900  | 926  | 847  | 841  | 769  | 737  | 703  | 688  |

| 1901 | 1906 | 1911 | 1921 | 1926 | 1931 | 1936 | 1946 | 1954 |
| ---- | ---- | ---- | ---- | ---- | ---- | ---- | ---- | ---- |
| 616  | 643  | 640  | 510  | 538  | 500  | 523  | 423  | 435  |

| 1962 | 1968 | 1975 | 1982 | 1990 | 1999 | 2005 | 2010 | 2015 |
| ---- | ---- | ---- | ---- | ---- | ---- | ---- | ---- | ---- |
| 435  | 471  | 421  | 420  | 442  | 543  | 591  | 661  | 728  |

| 2017 | - | - | - | - | - | - | - | - |
| ---- | - | - | - | - | - | - | - | - |
| 733  | - | - | - | - | - | - | - | - |

Fonts: Ldh/EHESS/Cassini fins al 1999, després INSEE a partir deL 2004

Població 1962-2008

## Economia
Corbera és un poble essencialment agrícola, amb quasi 200 hectàrees conreades pertanyents a menys de 50 explotacions (la meitat que ara fa 60 anys). Hi predominen els arbres fruiters (presseguers, cirerers i albercoquers), seguits de les hortalisses (enciams, escaroles, julivert i tomàquets, principalment) i una cinquantena d'hectàrees de vinya, la majoria per a vins comuns. Als Aspres, zona bàsicament d'erms i brolles, hi havia hagut pastures, que avui estan totalment abandonades.

## Organització territorial

### Adscripció cantonal

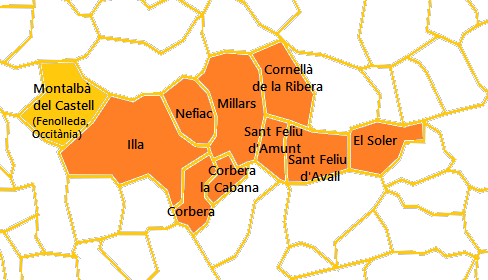
Mapa del Cantó de la Vall de la Tet

Des de l'any 1797 fins al 2014, Corbera pertangué a l'ara extint Cantó de Millars. Amb la llei del 2014, foren remodelats els cantons nord-catalans, passant de 31 a 17.
A les eleccions cantonals del 2015 el poble de Corbera ha estat inclòs en el cantó número 16, denominat La Vall de la Tet, amb capitalitat al poble del Soler. Està format per la vila d'Illa i els pobles de Corbera, Corbera la Cabana, Cornellà de la Ribera, Millars, Nefiac, Sant Feliu d'Amunt, Sant Feliu d'Avall i el Soler, tots de la comarca del Rosselló, i Montalbà del Castell, de la Fenolleda (nou agrupament de comunes fruit de la reestructuració cantonal feta en saó de les eleccions cantonals i departamentals del 2015). Són conselleres per aquest cantó Damienne Beffara, batllessa de Millars i Robert Olive, batlle de Sant Feliu d'Amunt, tots dos del Partit Socialista.

### Terme comunal

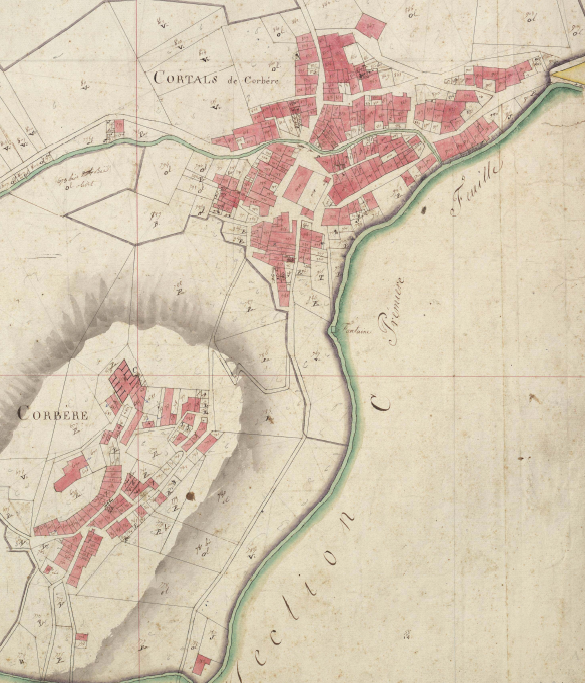
Corbera en el Cadastre napoleònic del 1812 (Arxius Departamentals dels Pirineus Orientals)

En el cadastre napoleònic del 1812, Corbera apareix dividit en tres seccions: la de Corbera, al nord del terme, la de la Cabana, al nord-est, i la de la Garriga, al sud. Cal dir que aquesta segona secció, la de la Cabana, és bàsicament l'actual comuna de Corbera la Cabana, que el 1812 estava encara unida a Corbera, llevat d'un petit tros que romangué dins del terme de Corbera. La primera secció, la de Corbera, inclou les partides de Pedreguers d'Avall, Pedreguers d'Amunt, Cagardeix, les Feixes, les Vilelles, el Guanter, els Horts d'Avall, els Horts d'Amunt, amb el Mas d'en Ferrer, Puig Albel, el Jaç, Ganta i els Cortals de Corbera, que era el poble de baix, el poble actual. Cal dir que apareixen perfectament definits els dos pobles de Corbera; el de Dalt, a ran del castell, és avui dia del tot en ruïnes.
La secció de la Garriga contenia la Devesa, amb l'església de Sant Pere del Bosc, la Siureda, la Creu d'en Valleta, la Jona, Forn Teuler, el Serrat de la Conillera, el Serrat d'en Xapitena, el Serrat d'en Jacques, el Roc d'en Coll, Coma Sanyers, la Jona, Cantallops, les Talladasses i les Canalasses. A la secció de la Cabana, tan sols la partida d'Escolta si plou, que no anà a integrar la nova comuna.

#### El poble de Corbera, o Corbera de Dalt o d'Amunt

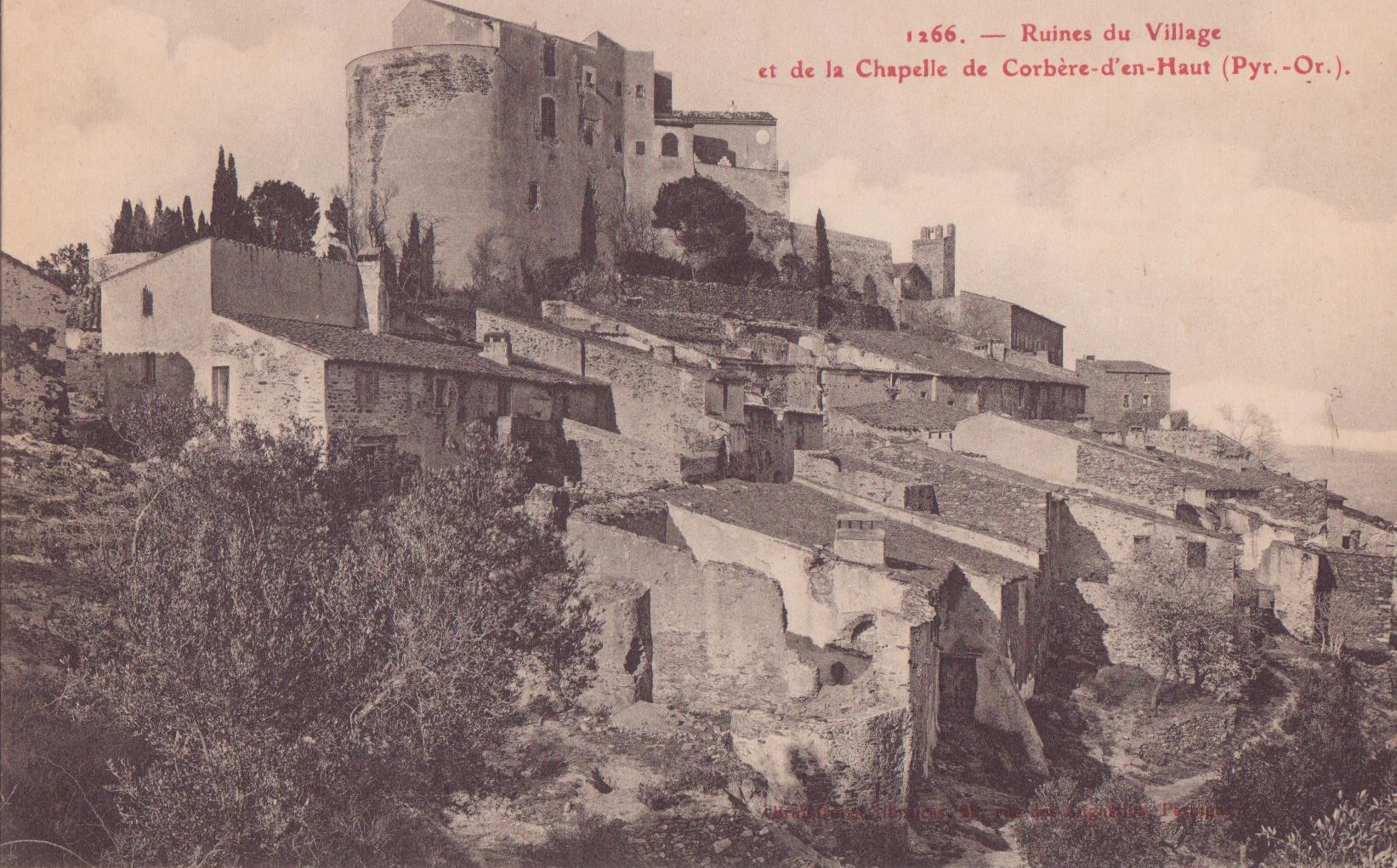
El poble, ara enrunat

El poble originari de Corbera era arrecerat al costat del Castell de Corbera, d'una manera semblant a Castellnou dels Aspres, però mentre el de Castellnou ha subsistit fins als nostres dies, el de Corbera es va despoblar i avui dia només en queden les ruïnes, a l'entorn del vell castell.

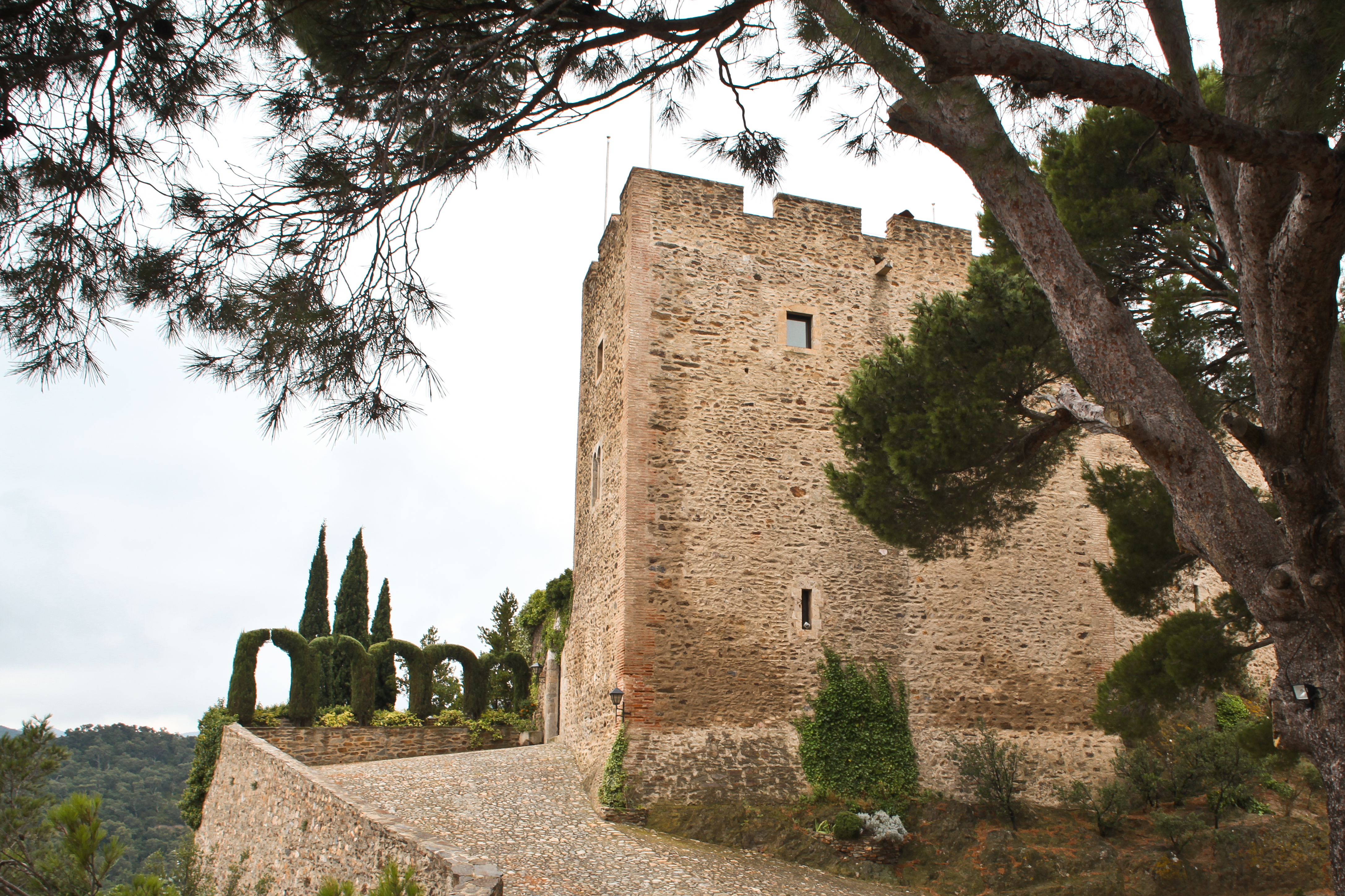
Castell de Corbera

Està situat en un turó dels Aspres, damunt de la Plana del Riberal, on hi ha el castell i l'antiga església parroquial (i més antigament, capella del castell, que havia estat dedicada a santa Maria: Santa Maria, o Nostra Senyora, de la Pera) de Sant Pere, a la zona central de la comuna. Les restes de les cases del poble són en els vessants sud i est del turó, perfectament visibles avui dia. També són visibles, tot i l'avançat estat d'enderroc que presenten, les restes de la seva vila fortificada.
El poble primigeni, Corbera de Dalt o d'Amunt, es despoblà a començaments del segle xx. Els seus veïns anaren bastint casa nova als Cortals, abandonant la casa pairal originària, fins al punt que s'hi traslladà íntegrament el poble sencer, amb tots els seus serveis. Les cases anaren caient pel seu abandonament, i actualment l'indret és una amalgama de runes, entre les quals es van retrobant les restes de les antigues parets, on es pot reconèixer, almenys en part, el traçat dels carrers.

#### Els Cortals, o Corbera del Mig

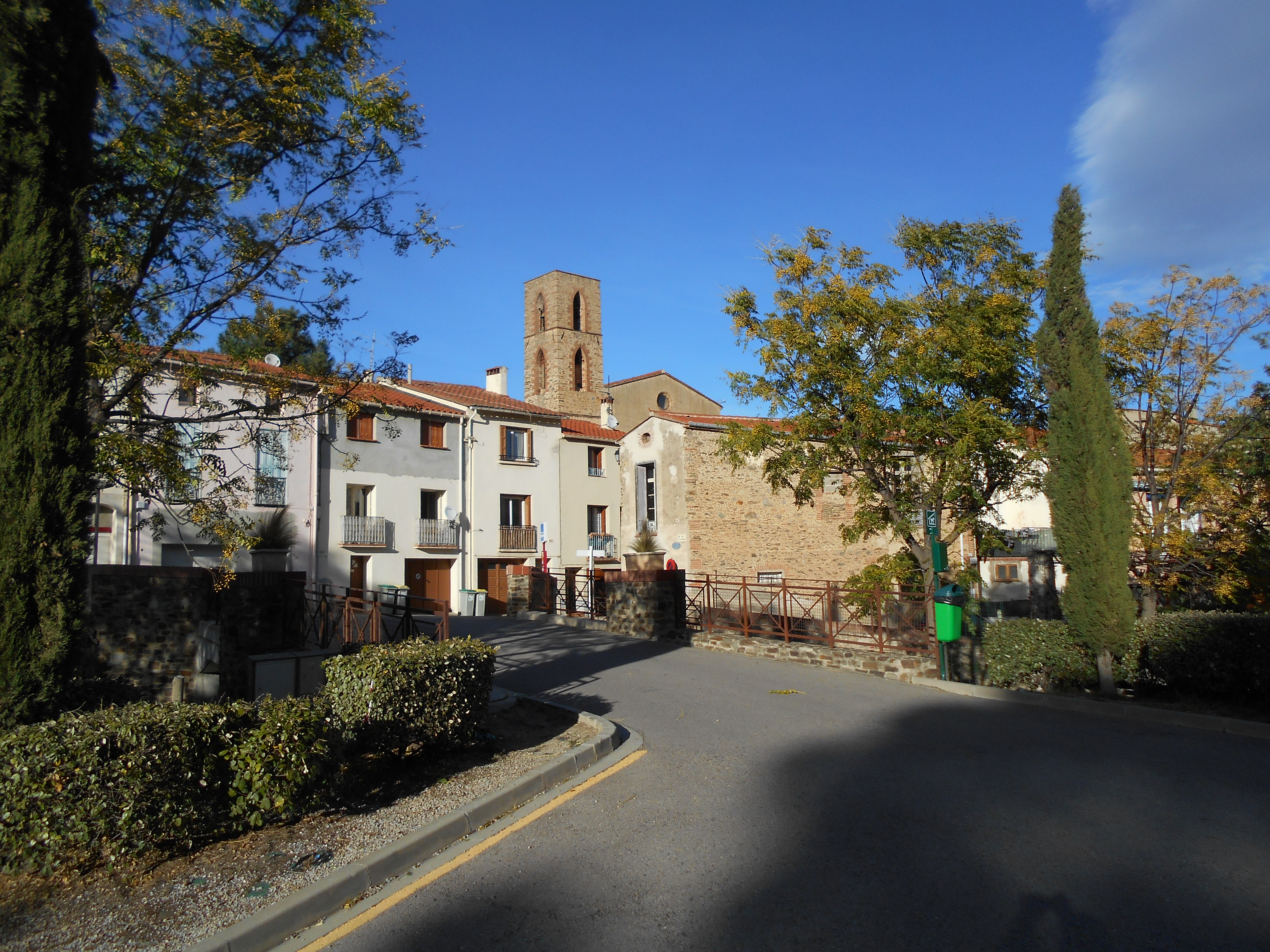
El poble de Corbera: Corbera del Mig, o els Cortals

Actualment els Cortals, o Corbera del Mig, és el barri que exerceix de cap de la comuna. S'hi troben l'església parroquial actual, de Sant Pere dels Cortals, la Casa del Comú i els principals serveis del poble (el Molí de Vent, correus, consultori mèdic, etc). Està situat al nord-est i als peus del turó on es troba el castell.
Aquest poble, antigament format bàsicament per construccions agrícoles (cortals), començà a rebre a partir del segle xviii els corberins procedents de Corbera de Dalt. El poble es consolidà definitivament a partir del primer terç del segle xx. L'església actual de la població es bastí en estil neomedievalizant a mitjan segle xix. El portal de marbre romànic existent actualment en aquesta església procedeix de Santa Maria la Rodona, d'Illa.
A partir dels cortals inicials del lloc, s'anaren formant els barris a partir dels quals es creà el poble actual: el Carrer d'Avall, la Coma, o Carrer de la Coma, el Còrrec, o Carrer del Còrrec, la Sorra, o Carrer de la Sorra, el Carrer de l'Era, el Carrer del Sol, el Cortalet, l'Escola, el Molí i la Plaça.

#### Corbera de Baix, o Corbera la Cabana
L'antic barri de Corbera de Baix, actualment Corbera la Cabana, esdevingué comuna independent l'any 1856.

#### Sant Pere del Bosc
Situada en un lloc isolat al sud-est de Corbera de Dalt i del seu castell, Sant Pere del Bosc és l'antiga parroquial del terme. Fou abandonada al segle xvii, en construir-se la nova parroquial de Sant Pere damunt les restes de la capella de Santa Maria del Castell. És un petit edifici romànic, d'una sola nau capçada per un absis semicircular a llevant. Té al seu entorn l'antic cementiri de Corbera, molt trinxat per obres que s'hi han fet.

#### Sant Julià de Vallventosa o d'en Braset
També anomenada Iglesi d'en Benazet, o d'en Braset, la capella de Sant Julià de Vallventosa és al sud-est del terme comunal, a la vall de la Ribera de Sant Julià, en una zona habilitada per a acollir visitants. Aquesta església havia estat la parroquial del poble desaparegut de Vila Ventosa, o Vall Ventosa.

#### Els masos del terme
Corbera era una parròquia d'hàbitat dispers, i encara conserva actualment una bona quantitat de construccions disperses per tot el terme: el Casot d'en Barbazà, el Casot d'en Fortunat, el Casot d'en Pujol, avui Casa d'en Pujol, el Casot d'en Ronda (dos de diferents), el Casot d'en Ros, el Casot d'en Soler, el Casot d'en Valls, la Colomina, o Mas de la Colomina, la Fàbrica, o Casot de la Fàbrica, Mas Batana, abans d'en Pereta, Mas Bosquet, Mas de les Vilelles, Mas del Sastre, o Mas Gallià, Mas d'en Catot, o d'en Bonafós, Mas d'en Dellac, Mas d'en Gil, Mas d'en Llença, abans d'en Sornià, Mas d'en Valls, Masot d'en Ronda, Mas Sant Judes, o d'en Baranda, Mas Tarting, abans Mas d'en Terrers. Alguns són noms antics, actualment en desús, com el Casot d'en Cabdellaire, abans Mas d'en Francesc Poll, el Mas d'en Cabrer, el Mas d'en Feliu, el Mas o Cortal d'en Pixon, el Mas d'en Sornià, el Mas o Cortal d'en Valentí, el Masot d'en Terrers, abans Mas d'en Ventura Poll.

#### Altres indrets
Les partides o indrets destacats del terme de Corbera són l'Ajoc, els Beliers, les Boneres, Cagardeix, la Calcina, Canalasses, Cantallop, el Castell, les Colomines, la Creu d'en Valleta, la Creueta, la Devesa, l'Era, Escolta si Plou, les Feixes, Forn Teuler, la Galiana, Ganta, la Gara, el Gonter, els Horts d'Amunt, els Horts d'Avall, el Jaç, la Jona, Pedreguers d'Amunt, Pedreguers d'Avall, el Pinyer d'en Manoris, el Pont de les Bruixes, la Potence, o l'Abeurador, el Pou de l'Ocell, el Pou Nou, el Quintar, la Rabatona, el Roc Blanc, el Roc d'en Coll, la Sarraïna, la Siureda, les Talladasses, Trossa Burros, Vilelles, o les Vilelles, i el Volonar. El Roc del Carrasquet i la Talladassa són senyals termenals.

## Administració i política

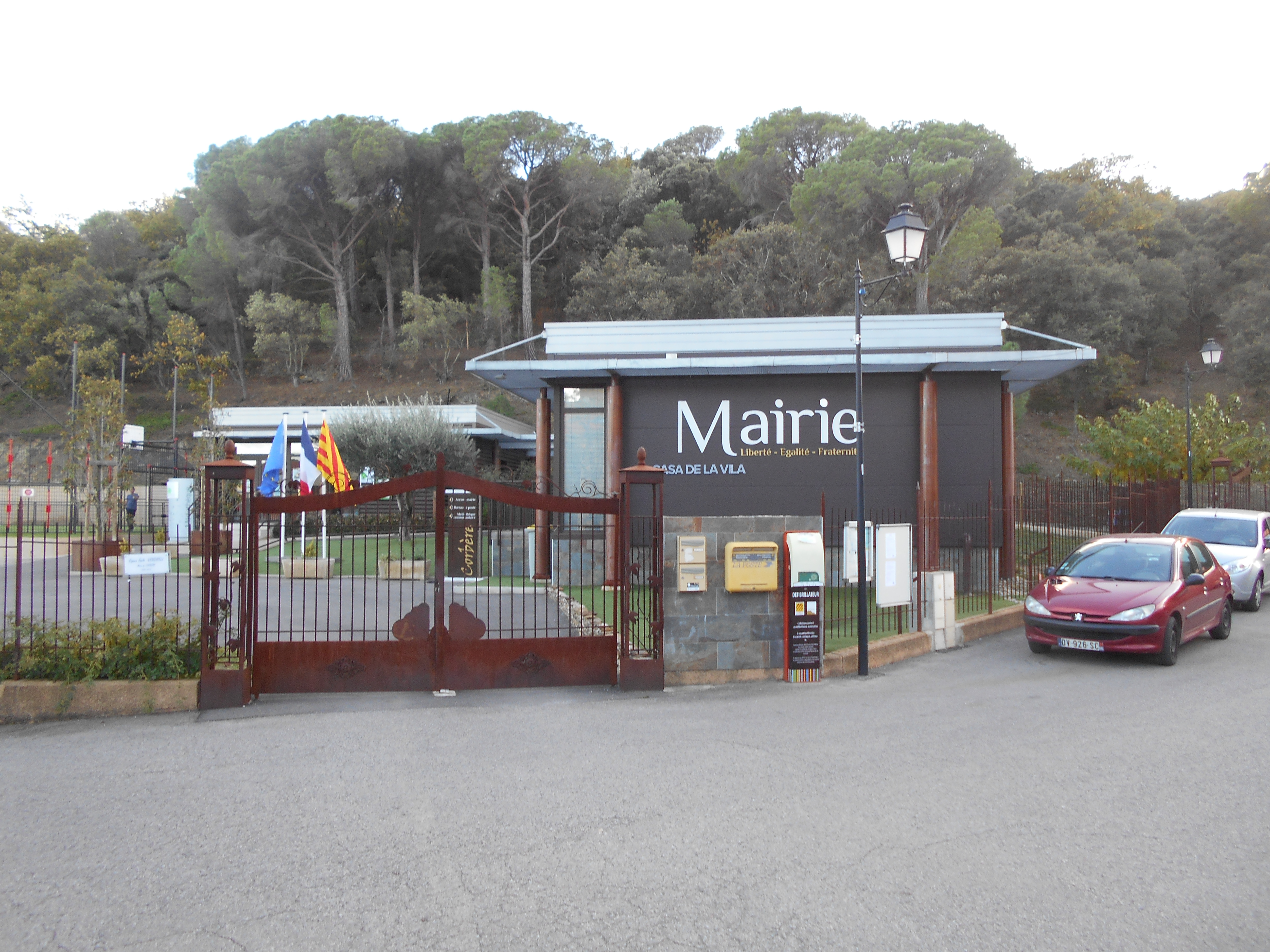
La Casa de la Vila

### Batlles
| Període                       | Nom                     | Opció política | Comentaris |
| ----------------------------- | ----------------------- | -------------- | ---------- |
| 1793 - 1796                   | Pierre Roig             |                |            |
| 1796 - 1800                   | Simon Ponsich           |                |            |
| 1800 - 1808                   | Joseph Roig             |                |            |
| 1808 - 1815                   | Sébastien Llech         |                |            |
| 1815 - 1815                   | Joseph Pons-Texidor     |                |            |
| 1815 - 1817                   | Pierre Roig             |                |            |
| 1817 - 1821                   | Joseph Bousquet         |                |            |
| 1821 - 1837                   | Valentin Llech          |                |            |
| 1837 - 1840                   | Sébastien Llech         |                |            |
| 1840 - 1846                   | Jean Roig-Claru         |                |            |
| 1846 - 1848                   | Sébastien Llech         |                |            |
| 1848 - 1848                   | Jean Roig-Claru         |                |            |
| 1848 - 1878                   | Joseph Llech            |                |            |
| 1878 - 1886                   | Valentin Llech          |                |            |
| 1886 - 1888                   | Pierre Sournia-Falui    |                |            |
| 1888 - 1888                   | Jean Ros                |                |            |
| 1888 - 1896                   | Mathias Sourris         |                |            |
| 1896 - 1896                   | Joseph Pouill-Curel     |                |            |
| 1896 - 1904                   | Louis Pla               |                |            |
| 1904 - 1911                   | Joseph Pouill-Curel     |                |            |
| 1911 - 1919                   | Sébastien Brial         |                |            |
| 1919 - 1931                   | Jacques Foulquier       |                |            |
| 1931 - 1944                   | Joseph Sylvain Maillols |                |            |
| 1944 - 1945                   | Pierre Saurie           |                |            |
| 1945 - Març del 1983          | Joseph Sylvain Maillols |                |            |
| Març del 1983 - Març del 1995 | Pierre Ronde            |                |            |
| Març del 1995 - Març del 2001 | Jacques Bœuf            |                |            |
| Març del 2001 - 2013          | Émile Vendrell          |                |            |
| Març del 2014 - Moment actual | Joseph Silvestre        |                |            |

### Legislatura 2014 - 2020

#### Batlle
- Joseph Silvestre.

#### Adjunts al batlle
- 1r: Robert Bonafos, conseller delegat de Finances i Urbanisme
- 2n: Jean-Pierre Saurie, conseller delegat d'Agricultura, Caça i Esport
- 3r: Léonce Fonda, conseller delegat d'Estat civil i Festes
- 4t: Fernand Roig.

#### Consellers municipals
- Ali Haribou
- Marylise Radonde
- José Arredondo
- Christine Auge
- Isabelle Sorbier
- Marie-Marjorie Fevereiro
- Dolorès Tasset
- Didier Bruzy
- Magaly Artigues Egido
- Virginie Genlot.

## Transports i comunicacions
Travessa el terme de Corbera tres carreteres. Totes elles discorren pel Riberal. Cap carretera travessa la part del terme dels Aspres.
La D - 46 (Millars - Corbera la Cabana), que travessa el terme de Corbera pel costat est. Enllaça Millars amb Corbera la Cabana en poc menys de 8 quilòmetres, i no passa pel nucli de població de Corbera, però sí que en travessa el terme comunal.
La D - 56 (Nefiac - Corbera la Cabana), que a l'extrem de llevant del terme defineix durant un tram el termenal entre Corbera i Corbera la Cabana. Tampoc no arriba al nucli de població de Corbera.
Finalment, passa ben bé pel mig del terme comunal, d'est a oest, la carretera departamental D - 615 (Illa - D - 16, a Illa), que no passa pel nucli de Corbera, però hi enllaça a través de la D - 56 i d'una altra carretera sense nomenclatura.
La línia 220 de Le bus à 1 euro uneix Corbera amb Perpinyà. Surt de Perpinyà cap al Soler, Sant Feliu d'Avall, Sant Feliu d'Amunt, Millars, Nefiac, Illa, Corbera la Cabana i Corbera. Tres serveis diaris per aquesta línia fan el trajecte íntegre, i tres més uneixen Corbera amb Illa, on enllaça amb la línia 260. No circula el diumenge ni els festius. En un quart d'hora és a Illa, des de Corbera, i en quasi una hora, a Perpinyà.
Corbera està servit, a més, pel TAD, el Transport a la demanda. Funciona únicam]ent els diumenges i dies festius, i s'ha de sol·licitar per telèfon el dia abans.
Una part dels camins de Corbera són interns del seu terme comunal: Camí de Coma Sanyers, de Forn Teuler, de la Bodriga, de la Cabana, de la Colomina, de la Font de Ganta, de la Galiana, de l'Ajoc, del Castell, de les Cigales, de les Feixes, de les Vilelles, de les Vinyes, del Mas d'en Valls, del Pas d'Amunt, del Pou de l'Ocell, o dels Pedreguers, del Quintar, dels Horts, de Montplaisir, de Rabatona, de Sant Pere del Bosc, o de Sant Pere, la Pista de Cantallop, la de la Conillera, la del Serrat del Poll, la del Serrat d'en Jacques, la de Sant Pere del Bosc. D'altres camins dues als llocs i pobles dels voltants del terme de Corbera: Camí de Santa Coloma (dos de diferents), de Sant Marçal, de Sant Maurici, de Vallcrosa, el Camí Vell d'Illa, la Ruta de Millars, la de Nefiac, la d'Illa, la Ruta Nova, i la Travessa, o la Travessa de la Ruta de Millars a la Ruta de Nefiac.

## Ensenyament i cultura
Corbera disposa d'una Escola Primària de caràcter públic.